# منتزه العجائب
منتزه العجائب (بالإنجليزية: Wonder Park)‏ هو فيلم كوميدي مغامرات رقمي ثلاثي الأبعاد أمريكي من أصل إسباني ثلاثي الأبعاد تم إنتاجه بواسطة Paramount Animation و Nickelodeon Movies و Ilion Animation Studios إلى باراماونت بيكتشرز.

## القصة
فتاة صغيرة تدعى جون ذات مخيلة خصبة. تكتشف بأن منتزه أحلامها المسلي قد أصبح واقعيًا. مليء بأفضل الألعاب التي يشغلها حيوانات محبوبة. تبدأ جون وأصدقاؤها ذوي الفراء رحلة إنقاذ المنتزه حينما تقع تلك المشكلة.

## وصلات خارجية
- منتزه العجائب على موقع IMDb (الإنجليزية)
- منتزه العجائب على موقع ميتاكريتيك (الإنجليزية)
- منتزه العجائب على موقع روتن توميتوز (الإنجليزية)
- منتزه العجائب على موقع قاعدة بيانات الأفلام العربية
- منتزه العجائب على موقع ألو سيني (الفرنسية)
- منتزه العجائب على موقع بوكس أوفيس موجو (الإنجليزية)
- منتزه العجائب على موقع فيلمافينيتي (الإسبانية)
- منتزه العجائب على موقع قاعدة بيانات الفيلم (الإنجليزية)
- منتزه العجائب على موقع ليتربوكسد (الإنجليزية)
- منتزه العجائب على موقع كينوبويسك (الروسية)